# Cédric Gogoua
Cédric Gogoua Kouame (* 10. červenec 1994, Abidžan, Pobřeží slonoviny) je fotbalový obránce z Pobřeží slonoviny.

## Reprezentační kariéra
Gogoua hrál za mládežnické reprezentace Pobřeží slonoviny U17 a U20.